# Mila Doce
Mila Doce és una concentració de població designada pel cens dels Estats Units a l'estat de Texas. Segons el cens del 2000 tenia 4.907 habitants.

## Demografia
Segons el cens del 2000, Mila Doce tenia 4.907 habitants, 1.020 habitatges, i 974 famílies. La densitat de població era de 575,9 habitants/km².
Dels 1.020 habitatges en un 70,1% hi vivien nens de menys de 18 anys, en un 76,6% hi vivien parelles casades, en un 14,8% dones solteres, i en un 4,5% no eren unitats familiars. En el 3,9% dels habitatges hi vivien persones soles l'1,6% de les quals corresponia a persones de 65 anys o més que vivien soles. El nombre mitjà de persones vivint en cada habitatge era de 4,81 i el nombre mitjà de persones que vivien en cada família era de 4,89.
Per edats la població es repartia de la següent manera: un 43,9% tenia menys de 18 anys, un 14,2% entre 18 i 24, un 25,9% entre 25 i 44, un 12,4% de 45 a 60 i un 3,6% 65 anys o més.
L'edat mediana era de 21 anys. Per cada 100 dones de 18 o més anys hi havia 93,8 homes.
La renda mediana per habitatge era de 15.944 $ i la renda mediana per família de 16.716 $. Els homes tenien una renda mediana de 15.828 $ mentre que les dones 15.025 $. La renda per capita de la població era de 4.221 $. Aproximadament el 59,1% de les famílies i el 66,2% de la població estaven per davall del llindar de pobresa.

## Poblacions més properes
El següent diagrama mostra les poblacions més properes.